# DFW R-Typen
Die DFW R.I–III waren überschwere Langstreckenbomber der deutschen Fliegertruppe im Ersten Weltkrieg.

## Entwicklung
Die Deutschen Flugzeug-Werke (DFW) versuchten mit ihren Riesenflugzeugen Langstreckenbomber herzustellen, die mit großer Reichweite und schwerer Bombenlast für den strategischen Bombenkrieg geeignet waren. Da aufgrund schwerer Verluste die deutschen Luftschiffangriffe reduziert und schließlich eingestellt wurden, sollten Riesenflugzeuge in noch größerer Dimension als bisher in den Einsatz kommen.
Ähnlich wie bei den Siemens-Schuckert R-Typen waren die Motoren im Rumpfinneren untergebracht, um während des Fluges Wartungs- und Reparaturarbeiten ausführen zu können. Über eine Welle wurden zwei zwischen den Doppeldecker-Tragflächen angebrachte Propellerpaare – ein Druck- und ein Zugpropeller – angetrieben.
Die R.I wurde am 19. Oktober 1916 der Idflieg zur Abnahme vorgestellt, danach noch weiteren Modifikationen unterzogen und schließlich übernommen. Ein Problem verursachte dabei die erhebliche Vibration, die von der Welle zwischen Motoren und Propellern ausging, und die durch Fixierung mit Stahlstreben eingedämmt wurde. Im Jahr 1917 erfolgten nach erfolgtem Umbau neue Versuche; anschließend wurde das Flugzeug über Königsberg an die Ostfront geflogen und dort an die Truppe übergeben. Außerdem erhielt DFW den Auftrag zum Bau eines weiteren Flugzeugs.
Daraufhin entstand Mitte 1917 die R.II; sie flog erstmals am 17. September 1917. Von ihr wurden sechs in Auftrag gegeben, aber nur zwei oder drei Stück gebaut. Eine veränderte Version wurde am 22. Juli 1918 erstmals geflogen.
Gegen Kriegsende war bereits die Weiterentwicklung der R.II zur R.III geplant, die mit acht Motoren bestückt 2,5 t Bomben tragen sollte. Nach der militärischen Niederlage wurde zunächst beabsichtigt, diesen Bomber als Verkehrsflugzeug für 24 Passagiere umzukonzipieren; diese Pläne wurden jedoch aufgrund der Bestimmungen des Friedensvertrags aufgegeben.

## Einsatz
Die R.I wurde im kurländischen Alt-Auz bei Mitau stationiert und führte von dort zwei Einsatzflüge durch. Bei dem zweiten Einsatz musste das Flugzeug wegen Versagens von zwei Motoren notlanden und wurde zerstört.
Die R.II verblieben zur Schulung in Köln, da sie den Frontanforderungen nicht genügte.

## Technische Daten

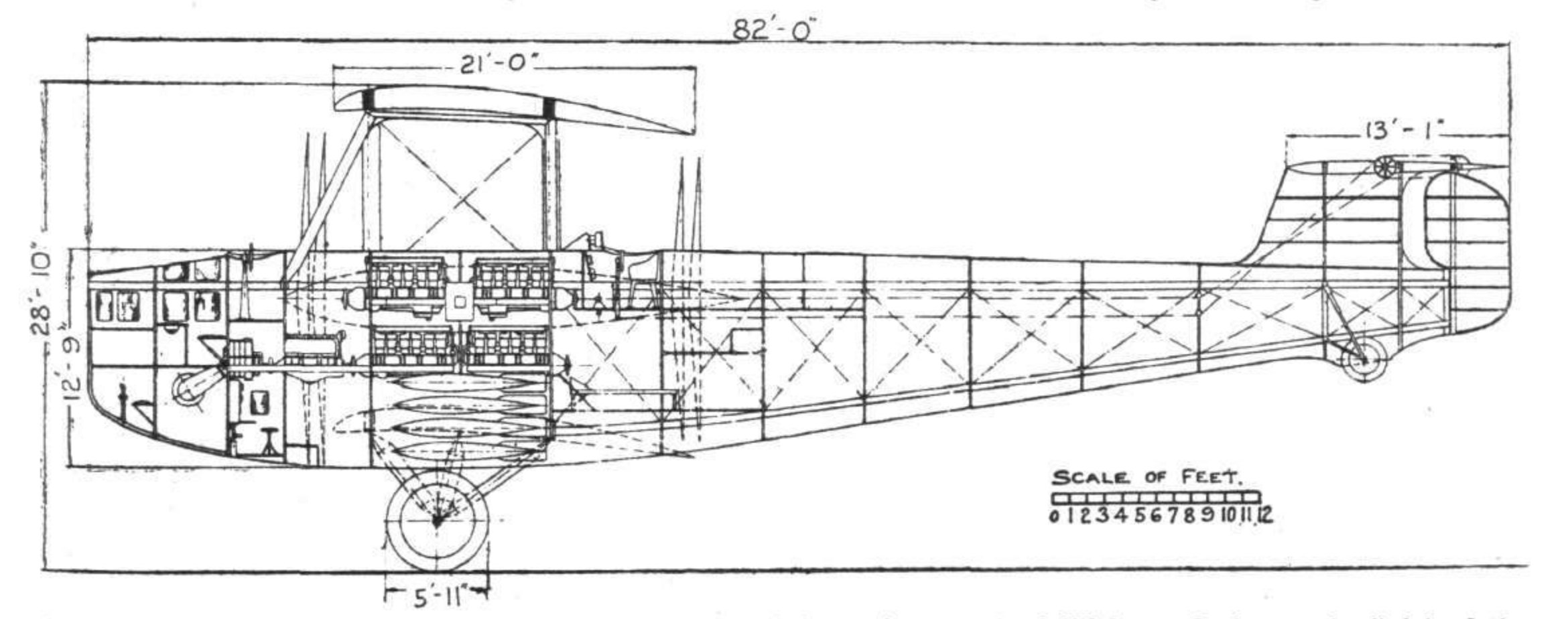
Seitenriss der DFW R.III

| Kenngröße             | DFW R.I (T26, 1. Form)                                                           | DFW R.I (T26, nach Umbau)                                                        | DFW R.II                                                                           |
| --------------------- | -------------------------------------------------------------------------------- | -------------------------------------------------------------------------------- | ---------------------------------------------------------------------------------- |
| Baujahr               | 1916                                                                             | 1917                                                                             | 1918                                                                               |
| Einsatzzweck          | Bomber                                                                           | Bomber                                                                           | Bomber                                                                             |
| Besatzung             | 5–6                                                                              | 5–6                                                                              | 6                                                                                  |
| Länge                 | 17,60 m                                                                          | 17,60 m                                                                          | 20,93 m                                                                            |
| Spannweite            | 29,50 m                                                                          | 30,50 m                                                                          | 35,06 m                                                                            |
| Höhe                  | 6,00 m                                                                           | 6,00 m                                                                           | 6,40 m                                                                             |
| Flügelfläche          | 182,0 m²                                                                         | 186,0 m²                                                                         | 266,0 m²                                                                           |
| Leermasse             | 5.652 kg                                                                         | 6.800 kg                                                                         | 8.635 kg (9.032 kg)                                                                |
| Startmasse            | 8.380 kg                                                                         | 9.400 kg                                                                         | 11.693 kg (12.460 kg)                                                              |
| Triebwerke            | vier wassergekühlte Achtzylinder-Reihenmotoren Mercedes D IV; je 220 PS (162 kW) | vier wassergekühlte Achtzylinder-Reihenmotoren Mercedes D IV; je 220 PS (162 kW) | vier wassergekühlte Sechszylinder-Reihenmotoren Mercedes D IVa; je 260 PS (191 kW) |
| Höchstgeschwindigkeit | 130 km/h                                                                         | 120 km/h                                                                         | 135 km/h                                                                           |
| Steigzeit auf 1000 m  | 10 min                                                                           |                                                                                  |                                                                                    |
| Steigzeit auf 2000 m  |                                                                                  |                                                                                  | 58 min                                                                             |
| Steigzeit auf 3000 m  | 53 min                                                                           |                                                                                  |                                                                                    |
| Dienstgipfelhöhe      | 3.300 m                                                                          |                                                                                  |                                                                                    |
| Reichweite            | 720 km                                                                           |                                                                                  | 800 km (920 km)                                                                    |
| Flugdauer             |                                                                                  |                                                                                  | 6 h                                                                                |
| Bewaffnung            | 3 MG                                                                             |                                                                                  | 4 MG, 2.000 kg Bomben                                                              |